# Francisco Ratto
Francisco Ratto (San Antonio de Areco, 19 de mayo de 1978) es un ingeniero agrónomo, doctor en Ciencias Agropecuarias y político argentino, a cargo de la intendencia de San Antonio de Areco, Provincia de Buenos Aires desde 2019. Fue electo concejal en 2013 y reelegido en 2017.  Su abuelo fue el radical Rodolfo “Linducho” Ratto, concejal, presidente del Concejo Deliberante y electo intendente pero un golpe de Estado le impidió asumir.

## Carrera
Ratto se recibió de Ingeniero Agrónomo en la Facultad de Agronomía de la Universidad de Buenos Aires (2009) y completó un Doctorado en Ciencias Agropecuarias (UBA, 2016). Trabajó en producción agropecuaria, manejo de cultivos y ganadería en San Antonio de Areco. Es docente e investigador de la Facultad de Agronomía de la UBA desde el año 2004. Es docente de la Universidad de San Antonio de Areco (UNSADA) desde el año 2016.
Su tesis doctoral, dirigida por Carmen María Adriana Bartoli y Roberto Tortosa, fue "Revisión Sistemática, análisis cladístico y biogeográfico del género Gutierrezia (Asteraceae, Astereae, Solidagininae)" Archivado el 17 de julio de 2021 en Wayback Machine. con calificación Sobresaliente. Cuenta con 13 publicaciones científicas en revistas con referato nacionales e internacionales. Realizó su tesis de grado en la Facultad de Agronomía y participó en diversos congresos nacionales e internacionales. Se desempeñó como jurado en numerosas tesis de grado y concursos docentes.
En octubre de 2019 ganó las elecciones de intendente para San Antonio de Areco siendo candidato por el frente Juntos por el Cambio que integran la Unión Cívica Radical y el Pro.
En 2023 fue reelecto intendente para San Antonio de Areco por la coalición Juntos por el Cambio con el 44,82 % de los votos superando a Agustín Casares de Unión por Areco (35,24%).

## Publicaciones
- Bartoli, A., R. Tortosa, F. Ratto y D. Schiavinato. 2011. Notas taxonómicas en Asteráceas. Bol. Soc. Argent. Bot. 46.

- Ratto, F.; Bello, M.; Bartoli, A. 2014. Novedades en Leucheria (Asteraceae, Mutisieae). En Bol. Soc. Argent. Bot. 49.
- Ratto, F. Sbarra, D., Tortosa, R. 2013. Novedades en Senecio en la provincia de Santa Cruz, Argentina. En Bol. Soc. Argent. Bot. 49.
- Ratto, F. & A. Bartoli. 2015. Gutierrezia mendocina (Asteraceae, Astereae), a new South American species. Collectanea Botanica 33: e002.
- Ratto, F. & A. Bartoli. 2015. The resurrection of Gutierrezia ameghinoi Speg. (Asteraceae, Astereae, Solidagininae), a species from Patagonia Argentina. Phytotaxa 220 (3): 295-300.
- Ratto, F. & A. Bartoli. 2016. Reinstatement of Guteirrezia leucantha Cabrera (Asteraceae, Astereae), Webbia, DOI: 10.1080/00837792.2016.1180756.
- Ratto, F. & A. Bartoli. 2016. A New Species of Gutierrezia (Asteraceae, Astereae) from Argentina. Collectanea Botanica 35.
- Ratto, F. & A. Bartoli. 2016. A new species of Gutierrezia (Asteraceae, Astereae, Solidagininae) from Argentinian Patagonia. Phytotaxa, 266 (2): 157-160.
- Gambino, S.; Ratto, F.; Bartoli, A. 2016. Architecture of genus Gutierrezia (Asteracea: Astereae, Solidagininae). Bol. Soc. Argent. Bot. 51 (4): 657-663.
- Ratto, F. & A. Bartoli. 2017. Taxonomic notes in Gutierrezia (Asteraceae, Astereae, Solidagininae). Boletín de la Sociedad Argentina de Botánica, Bol. Soc. Argent. Bot. 52 (4): 779-785.
- Ratto, F.; Schiavinato, D. & A. Bartoli. 2018. Typification of names in South American Gutierrezia (Asteraceae, Astereae). Collectanea Botánica, en prensa.
- Ratto, F. & A. Bartoli. 2019. Revision of the South American species of Gutierrezia (Asteraceae, Astereae, Solidagininae). Boletín de la Sociedad Argentina de Botánica.
- Jara-Arancio, P.; Ratto, F.; Bartoli, A.; Arancio, G.; & Carmona-Ortiz, M. 2018. New species of the genus Leucheria Lag. (Asteraceae, Nassauvieae) from Argentina. Phytotaxa.